# 8. Armee (Rote Armee)
Die sowjetische 8. Armee (russisch 8-я армия) war im Zweiten Weltkrieg ein militärischer Großverband der Roten Armee, der ausschließlich am Nordabschnitt der Ostfront eingesetzt wurde.

## Geschichte

### Erste Formation
Die 8. Armee wurde am 14. September 1939 aus dem Führungskommando der Armeegruppe Nowgorod im Militärbezirk Leningrad gebildet, um die Gewährleistung der Sicherheit der nordwestlichen Grenze der UdSSR zu gewährleisten. Bis zum 23. September verlegte die Armee von Nowgorod nach Pskow. Um sich auf den Sowjetisch-finnischen Krieg vorzubereiten, wurde das Armeekommando ohne untergeordnete Formationen bis zum 29. Oktober nach Petrosawodsk verlegt. Zu Beginn des Krieges mit Finnland wurde die 8. Armee im Norden des Ladoga-Sees eingesetzt. Insgesamt waren unter General Chabarow rund 71.000 Soldaten aufmarschiert, unterstellt waren die 18., 75., 56., 128., 139., 164. und 168. Schützen-Division. Die hinteren Einheiten sammelten sich an den Bahnstationen von Petrosawodsk und Lodeinoje Pole. Nach den Plänen der Stawka sollte die 8. Armee den Ladoga-See binnen zehn bis fünfzehn Tagen umgehen, um die finnische Verteidigung am Karelischen Isthmus (Mannerheim-Linie) in den Rücken zu fallen. Nach heftigen Kämpfen bei Kollaa mit dem finnischen IV. Korps wurden große Teile der 8. Armee eingekesselt, der Rest musste sich zurückziehen. Nach dem Ende der Feindseligkeiten wurde die 8. Armee im April 1940 nach Ostrow versetzt und Teil des Baltischen Militärbezirks. Im Juni 1940 nahm die Armee an der Besetzung der Baltischen Staaten teil, das Hauptquartier der Armee wurde dabei von Pskow nach Tartu und schließlich nach Tallinn verlegt, unterstellt waren die 1. und 56. Schützenkorps mit der 18., 56., 75., 139., 155. und 168. Schützen-Division und die 34. leichte Brigade.

### 1941
Nach Verschärfung der allgemeinen Kriegslage genehmigte der Militärrat der Baltischen Front am 14. Juni den Plan zum näheren Heranführen der Formationen der 8. Armee an die Grenze. Die 48. Schützen-Division wurde unter dem Deckmantel von Übungen in das Gebiet von Radviliškis konzentriert. Den Abschnitt von Palanga nach Sartininkaja besetzte das 10. Schützenkorps (Generalmajor I. F. Nikolajew) mit der 10. und 90. Schützen-Division. Die 90. und die 125. Schützen-Division hatten die Grenze beidseitig Tauroggen zu schützen und den Raum Schaulen zu decken, wo der Hauptangriff des Gegners erwartet wurde. Das 11. Schützenkorps (Generalmajor M. S. Schumilow) hielt einem 40 km breiten Abschnitt an der linken Flanke der Armee, das Hauptquartier befand sich im Wald nordwestlich von Skaudvilė. In der ersten Staffel des Korps stand die 125. Schützen-Division (Generalmajor P. P. Bogajtschuk), sie deckte die Autobahn von Tilsit nach Schaulen. Die 11. Schützen-Division (Generalmajor N. A. Sokolow), die mit der Eisenbahn aus Narva herankam, begann sich am Morgen des 21. Juni im Raum Scheduwa zu konzentrieren und wurde dem 11. Schützenkorps eingegliedert. Die 202. motorisierte Division (Oberstleutnant V. K. Gorbatschow) rückte als Vorhut des 12 mechanisierten Korps bei Kelmė vor. Die 16. Schützen-Division (Oberst W. I. Kikvidze) und das Hauptquartier des 65. Schützenkorps wurden aus Tallinn nach Süden verlegt. In der zweiten Staffel der Armee befand sich das 12. mechanisierte Korps von Generalmajor N. M. Schestopalow. Das Korpshauptquartier befand sich in einem Wald 12 km nordöstlich von Schaulen. Die 23. Panzerdivision (Oberst T. S. Orlenko) besetzte den Bezirk Trischkiai, du die 28. Panzerdivision (Oberstleutnant I. D. Tschernjachowski) befand sich nördlich von Schaulen bei Meschkujchai. Die wichtige Straße nach Schaulen wurde von der 9. Artillerie-Brigade geschützt, während das 12. mechanisiertes Korps nördlich von Schaulen als Reserve stationiert war. Nach Beginn der deutschen Invasion (Operation Barbarossa) (Juni 1941) deckte die 8. Armee den rechten Flügel der Nordwestfront.
Armeegliederung am 21. Juni 1941
- 10. Schützenkorps, Generalmajor I. F. Nikolajew (10. und 90. Schützen-Division)
- 11. Schützenkorps, Oberst M. S. Schumilow (11., 48. und 125. Schützen-Division)
- 12. mechanisiertes Korps, Generalmajor N. M. Schestopalow (23. und 28. Panzer-Division sowie 202. motorisierte Schützendivision)
- 22. und 42. Schützen-Division
- 44. und 48. Befestigter Raum (Kowno und Alytus)

Die 42. und 90. Schützendivision (Oberst M. I. Golubjew) wurden bereits in den ersten Kriegstagen aufgerieben. Ab 24. Juni blockierten die deutsche 291. Infanterie-Division die Stadt Libau von Land und Meer, wo Teile der 10. Schützen-Division und die noch der 27. Armee zugehörige 67. Schützen-Division (General N. A. Dedajew) verteidigten. In den Panzerkämpfen bei Schaulen standen die Panzerkräfte der 8. Armee in schweren Kämpfen mit deutschen Kräften. Zwischen 23. und 25. Juni führte das 12. mechanisierte Korps mit dem 3. mechanisierten Korps (General Kurkin) der 11. Armee im Raum Raseiniai vergebliche Gegenangriffe, konnte aber den Vormarsch der deutschen Panzergruppe 4 mehrere Tage verzögern. Die 48. Schützen-Division hielt jetzt am linken Flügel die Verbindung zur benachbarten 11. Armee. Am 25. Juni befahl General Sobennikow den allgemeinen Rückzug auf eine neue Verteidigungslinie auf relativ gut organisierte Weise: das 10. Schützenkorps bezog die Linie Mazeikiai-Kurtuvenai und das 11. Schützenkorps die Linie Kanalas-Radviliškis.
In der folgenden Schlacht um das Baltikum gelang es General Sobennikow den Vormarsch der deutschen 18. Armee etwas zu verzögern. Die Front der 8. Armee war auf über 100 Kilometer ausgedehnt, beide Flanken waren zudem offen. Rechts erreichte der Abstand zur 67. Schützen-Division, welche Libau verteidigte, 85 Kilometer. Am linken Flügel der 8. Armee kam es aufgrund der immer größer werdenden Kluft zur benachbarten 11. Armee zur Krise. Dort führte der schnelle Angriff des deutschen LVI. Korps am 26. Juni zum Verlust von Dünaburg. Am 27. Juni zogen sich die Einheiten der 8. Armee wegen der Gefahr einer Einkreisung jenseits der Düna zurück. Noch am 28. Juni fiel Libau und am 1. Juli ging Windau verloren. Das 11. Schützenkorps hatte Befehl die Zwischenlinie Auce – Vashkai – Krūminš zu halten und dann auf das nördliche Ufer der Düna zurückzugehen. Drei Tage lang verteidigte die 8. Armee die lettische Hauptstadt: Einheiten der 10. Schützen-Division, die Rigaer Infanterieschule und der 22. motorisierte Schützen-Division des NKWD. Am Abend des 29. Juni ging die 8. Armee auf das rechte Ufer des Flusses über, wo sie mit dem deutschen XXVI. Armeekorps um den Erhalt von Riga kämpfte. Am Nachmittag des 29. Juni drang eine Gruppe feindlicher Panzer auf der Straße Bauska nach Riga vor und versuchte, die Brücken über die Daugava zu erobern. Über die noch intakte Eisenbahnbrücke drangen die deutschen Truppen ans rechte Flussufer vor, wo sie von Teilen der 10. Schützendivision gestoppt wurden, auch die Eisenbahnbrücke wurde gesprengt. Am 30. Juni hielten sich die sowjetische Truppen noch auf dem rechten Ufer der Stadt, während die Deutschen das linke Ufer (Zadvinie) und die Stadt besetzt hatten. Auf Anweisung vom 30. Juni befahl der Befehlshaber der 8. Armee, in der Nacht des 1. Juli mit dem Abzug der Truppen auf die Linie Cēsis und Madona zu beginnen.
Die 8. Armee wich bis zum Abend des 2. Juli auf die Linie Gulbene und Lubāna-See zurück, doch ein Gegenbefehl der Stawka ordnete sofort Gegenangriffe an: Das 10. Schützenkorps sollte die Rückeroberung von Riga versuchen; das 11. Schützenkorps sollte zwischen Ogre und Koknese angreifen. Das 12. mechanisierte Korps griff mit Einheiten der 27. Armee die deutsche Krustpils-Gruppierung an und erreichte die Düna. Um die Aufgabe besser zu erfüllen, wurde die 181. und 183. Schützendivision der 27. Armee als Verstärkung eingesetzt. Am 8. Juli versuchten deutsche Truppen, die Verteidigung der 8. Armee an der Naht des Flusses Emajõgi zum 11. Schützenkorps zu durchbrechen, der Angriff wurde zunächst abgeschlagen. Am selben Tag starteten deutsche Truppen ihre Offensive gegen Fellin, durchbrachen die sowjetische Verteidigung und besetzten die Stadt, konnten aber dann nicht sofort vorrücken. Der Durchbruch wurde 17 Kilometer nördlich der Stadt von den Streitkräften der 22. motorisierten Schützen-Division des NKWD und Teilen der 11. Schützen-Division vorerst gestoppt. Eine schwierigere Situation für die 8. Armee ergab sich jedoch im Raum nördlich von Pernau. Die vorrückenden Einheiten der deutschen 217. Infanteriedivision durchbrachen die fragile Verteidigung und begannen am Abend des 9. Juli den Angriff auf Audru und Türi einzuleiten, nachdem sie die halbe Strecke von Pernau nach Tallinn zurückgelegt hatten. Vom 9. bis 15. Juli griff die 8. Armee mit der 10- und 16. Schützen-Division im Raum von Marjamaa an. Am 15. Juli versuchte die deutsche 61. Infanterie-Division vergeblich an der Naht zwischen 10. und 11. Schützenkorps in Richtung auf Põltsamaa einzusickern.
Am 14. Juli wurde die 8. Armee der Nordfront unterstellt. Um Estland vollständig zu besetzen, wurden drei neue deutsche Divisionen (291., 93. und 207.) gegen die 8. Armee herangeführt, das XXXXII. Armeekorps übernahm die Führung. Die deutschen Truppen griffen am 22. Juli wieder an, der Stoß wurde auf Põltsamaa und Türi und wurde in zwei Richtungen angesetzt: über Türi zum Finnischen Meerbusen und in Richtung auf Mustwoje. Bis zum 25. Juli drängten die deutschen Truppen das 11. Schützenkorps an das Ufer des Peipus-Sees zurück. Die 8. Armee setzte Teile der 16. Schützen-Division ein, um einen Gegenangriff auf Mustwoje zu führen, dabei wurden etwa 3000 Mann abgeschnitten. Die Reste der 8. Armee wurden bis 31. Juli nach Tamsalu verfolgt. Am 4. August nahmen deutsche Truppen Thapa ein schnitten die Rollbahn Tallinn – Leningrad ab und erreichten am 6. August Rakvere. Am folgenden Tag erreichten sie bei Kunda die Küste des Finnischen Meerbusens, wodurch die in Estland stehenden Teile der 8. Armee endgültig abgeschnitten waren. Das deutsche XXVI. Armeekorps wandte sich nach Narva, während das XXXXII. Armeekorps auf Richtung Tallinn strebte. Am Morgen des 8. August warfen die deutsche 291. und 93. Infanterie-Division sowjetische Gegenangriffe östlich von Kunda zurück. Die sowjetischen Truppen mussten Johvi räumen und sich auf der Eisenbahn nach Narva zurückziehen. Das XXVI. Armeekorps griff Narva an und versuchte, den Operationsraum für die weitere Offensive auf Leningrad zu erschließen. Das 11. Schützenkorps kämpfte während der Schlacht an der Luga mit der 118. und 268. Schützen-Division um die Linie Narva – Kingisepp. Am 17. August wurde Narva von deutschen Truppen genommen, die Einheiten der 8. Armee zogen sich entlang der Küste des Finnischen Meerbusens nach Osten zurück. Im August führte die 8. Armee gleichzeitig hartnäckige Abwehrkämpfe auf dem Territorium Estlands und verteidigte Tallinn. Anfang September 1941 deckte die neu organisierte 8. Armee die westlichen Zugänge nach Leningrad und hielt unter dem Schutz der Baltischen Flotte den Brückenkopf von Oranienbaum, der bis 1944 eine wichtige Rolle bei der Verteidigung von um Leningrad spielte. Anfang November wurde einige der Formationen der 8. Armee auch im östlichen Sektor der Verteidigung der Leningrader Front eingesetzt und verteidigten den Brückenkopf an der Newa bei Dubrowka.
Armeegliederung am 5. Dezember 1941
- 10. Schützendivision, Oberst Iwan Danilowitsch Romantzow
- 86. Schützendivision, Oberst Andrej Matwejewitsch Andrejew
- 168. Schützendivision, Generalmajor Andrej Leontjewitsch Bondarew
- 265. Schützendivision, Generalmajor Georgi Klementjewitsch Buchowetz, ab 8. 12.  Oberst Jakow Stepanowitsch Jermakow
- 1. NKWD-Division
- 11. Schützenbrigade
- 4. Marine-Infanteriebrigade

### 1942/43
Zweite Formation
Am Ende Januar 1942 wurde das Oberkommando der 8. Armee über das Eis des Ladoga-See zum Wolchow-Abschnitt verlegt, um sich dort mit neuen Einheiten und der 54. Armee bei der Sinjawino-Operation und der Sicherung der Eisenbahnlinie an der Südküste des Ladoga-Sees beteiligen. Am 9. Juni 1942 wurde die 8. Armee der zweiten Formation der Wolchow-Front unterstellt. Im August und September fungierten die Truppen der Armee als Sturmgruppe der Front bei der Sinjawino-Operation. Am 27. August griffen Einheiten der 8. Armee an: Den Hauptstoß in Richtung Sinjawino führte das 6. Garde-Schützenkorps (Generalmajor S. T. Bijakow) mit der 128. Schützen- und 3., 19. und 24. Garde-Division, vier weitere Schützendivisionen (11., 128., 265., 286., 327.) deckten die Flanken der Angriffsgruppe. Die deutsche Verteidigung wurde durchbrochen, deutsche Gegenschläge wurden abgeschlagen und Sinjawino wurde erreicht. Als zweite Staffel wurde das 4. Garde-Schützenkorps (Generalmajor N. A. Gagen) in Richtung Mga eingesetzt. Die zusammen mit der 2. Stoßarmee erreichte Linie Dubrowka – Krasny Bor konnte die erstrebte Verbindung zu den Truppen der Leningrader Front aber nicht herzustellen.
Im Januar 1943 nahm die 8. Armee an der Dritten Ladoga-Schlacht teil und wurde an der Südflanke der Angriffsgruppe eingesetzt. Den Hauptangriff führte neben der 67. Armee (Generalmajor M. P. Duchanow) der Leningrader Front die 8. Armee. Die 67. Armee sollte zwischen der Newa und dem Ort Sinjawino zum Angriff antreten. Im Osten hatte die 8. Armee den Auftrag zwischen den Orten Gaitolowo und Lodwa durchzubrechen und dann auf Mga vorzustoßen. Im Juli–August 1943 kämpfte die 8. Armee in der neuen Offensive um Mga.
- Am 1. Oktober 1943 waren der 8. Armee die 18., 265., 286., 364., 372. und die 374. Schützen-Division sowie die 1., 22., und 58. Schützen-Brigade unterstellt.

### 1944/45
Nach der Übernahme neuer Formationen nahm die 8. Armee mit folgenden Verbänden an der Leningrad-Nowgoroder Operation (ab Mitte Januar) teil:
- 119. Schützenkorps, Generalmajor Fjodor Kusmitsch Fetisow (286. und 374. Schützendivision)
- 99. Schützenkorps, Generalmajor Afanassi Sergejewitsch Grjasnow (229., 265. und 311. Schützendivision)
- 18. Schützendivision, Generalmajor Minsakir Absaljamow
- 364. Schützendivision, Oberst Viktor Antonowitsch Werschbitzki

Ende Januar 1944 verlegte das Hauptquartier der 8. Armee von Nowgorod zum Peipus-See.
Nach der Umgruppierung zur Leningrader Front (ab dem 16. Februar) machte die 8. Armee mehrere Versuche die deutsche Armeeabteilung Narwa einzukreisen Kampf um Narwa-Brückenkopf. Nach Erfolglosigkeit ging die 8. Armee in Verteidigung über, nahm aber Ende März bis Juli ihre Angriffe wieder auf. Die 8. Armee nahm während der Narva-Offensive vom 25. Juli bis 10. August 1944 am Durchbruch der deutschen Tannenberg-Stellung teil.
Im September 1944 kämpfte die 8. Armee in Zusammenarbeit mit der 2. Stoßarmee und der Baltischen Flotte im Unternehmen Aster, bei der das Festland von Estland und die Hauptstadt Tallinn zurückgenommen wurde.
Armeegliederung am 1. September 1944
- 108. Schützenkorps, Generalleutnant Vitali Sergejewitsch Polenow (46., 90., 372. Schützen-Division)
- 109. Schützenkorps, Generalmajor Iwan Prokopjewitsch Alferow (72., 109. Schützen-Division)
- 79. Schützen-Division

Im Oktober–November 1944 war die 8. Armee zusammen mit der 2. Stoßarmee und der Baltischen Flotte maßgeblich an der Landungsoperation im Moonsund-Archipel beteiligt. Von Dezember 1944 führte die Armee bis zum Kriegsende Aufgaben des Küstenschutzes in Estland durch. Im Juli 1945 wurde die 8. Armee aufgelöst und das Kommando zwei Monate später für den Sibirischen Militärbezirk (Nowosibirsk) umbenannt.

## Führung
Befehlshaber
- Generalmajor Iwan Nikititsch Chabarow (13. September bis 13. Dezember 1939)
- General Grigori Michailowitsch Schtern (13. Dezember 1939 bis Juli 1940)
- Generalleutnant Alexander Alexejewitsch Tjurin (Juli 1940 bis 11. März 1941)
- Generalmajor Pjotr Petrowitsch Sobennikow (11. März bis 30. Juni 1941)
- Generalleutnant Fedor Sergejewitsch Iwanow (30. Juni bis 24. Juli 1941)
- Generalmajor Ilja Michailowitsch Ljubowtzew (24. Juli bis 6. August 1941)
- Generalleutnant Pjotr Stepanowitsch Pschennikow (7. August bis 1. September 1941)
- Generalmajor Wladimir Iwanowitsch Schtscherbakow (1. bis 24. September 1941)
- Generalleutnant Trifon Iwanowitsch Schewaldin (24. September bis 28. November 1941)
- Generalmajor Andrei Leontjewitsch Bondarew (28. November 1941 bis 28. Januar 1942)
- Generalmajor Alexander Wassiljewitsch Suchomlin (28. Januar bis 22. April 1942)
- Generalleutnant Filip Nikanorowitsch Starikow (22. April 1942 bis 9. Juli 1945)

Generalstabschef
- Generalmajor Pjotr N. Rubtzow (Dezember 1939 bis Juni 1940)
- Generalmajor Georgi Andrejewitsch Larionow (1940 bis 1. August 1941)
- Oberst Wassili Iwanowitsch Smirnow (2. August bis 25. September 1941)
- Generalmajor Pjotr Iwanowitsch Kokorew (25. September 1941 bis 14. Dezember 1942)
- Generalmajor Boris Michailowitsch Golowchin (15. Dezember 1942 bis 9. Juli 1945).

Mitglieder des Kriegsrats
- Divisionskommissar Sergej Iwanowitsch Schabalow (22. Juni bis 7. Juli 1941)
- Divisionskommissar Iwan Filippowitsch Tschuchnow (7. Juli bis 24. September 1941)
- Brigadekommissar Andrei Dmitrijewitsch Okorokow (25. September 1941 bis 30. April 1942)
- Divisionskommissar Wladimir Wassiljewitsch Sosnowikow (2. Mai bis 5. Dezember 1942)
- Generalmajor Wassili Alexejewitsch Zubow (6. Dezember 1942 bis 9. Juli 1945)